# Championnat d'Afrique du Nord de football 1920-1921
Navigation
Édition 1920 Édition 1922
Le Championnat d'Afrique du Nord 1921 est la 2e édition du Championnat d'Afrique du Nord de football. Il s'agit de la 2e édition de cette compétition de l'ULNA qui se termine par une victoire de l'AS Marine d'Oran.
Les deux équipes qui se rencontrent en finale sont l'AS Marine d'Oran champion de la Ligue d'Oranie et le FC Blidéen champion de la Ligue d'Alger. Elle se termine par une victoire de l'AS Marine d'Oran sur le score de 1 but à 0.

## Demi-finales
- Les matchs des demi-finales se sont joués au mois de mai 1921[1],[2].

|   | Date  | Club             | Score | Club             | Lieu        |
| - | ----- | ---------------- | ----- | ---------------- | ----------- |
| 1 | 1 mai | FC Blida         | 2 - 1 | RC Tunis         | Constantine |
| 2 | 5 mai | AS Marine d'Oran | 3 - 1 | US Constantinois | Alger       |

| Titulaires : |  |
| |  |
| 1. Fontaine 2. Marcel Clément 3. Maufront 4. Baume 5. Marc Chapus 6. Daudet 7. Fourest 8. Stéfani 9. Baptiste Macherpa 10. Henri Salvano 11. Georges Bonello |  |

| Titulaires : |  |
| |  |
| 1. Fontaine 2. Marcel Clément 3. Maufront 4. Baume 5. Marc Chapus 6. Daudet 7. Fourest 8. Stéfani 9. Baptiste Macherpa 10. Henri Salvano 11. Georges Bonello |  |

| Titulaires : |  |
| |  |
| 1. Santiago 2. Jouguet 3. Seillès 4. Cutillas 5. Pamiés 6. Pastor 7. Quenet 8. Dominighetti 9. Jacques Bensadoun 10. Beltra 11. Argueros |  |

| Titulaires : |  |
| |  |
| 1. Hermann 2. Boussonet 3. Bouchretien 4. Richet 5. Vialla 6. Raymond 7. Fabet 8. Chibali 9. Raiton 10. Descamps 11. Chazot Roy |  |

| Titulaires : |  |
| |  |
| 1. Santiago 2. Jouguet 3. Seillès 4. Cutillas 5. Pamiés 6. Pastor 7. Quenet 8. Dominighetti 9. Jacques Bensadoun 10. Beltra 11. Argueros |  |

| Titulaires : |  |
| |  |
| 1. Hermann 2. Boussonet 3. Bouchretien 4. Richet 5. Vialla 6. Raymond 7. Fabet 8. Chibali 9. Raiton 10. Descamps 11. Chazot Roy |  |

## Finale
- Le match finale joués le Dimanche 22 mai 1921 [3],[4],[5],[6],[7].

|   | Date   | Club             | Score | Club     | Lieu  |
| - | ------ | ---------------- | ----- | -------- | ----- |
| 1 | 22 mai | AS Marine d'Oran | 1 - 0 | FC Blida | Alger |

| Titulaires : |  |
| |  |
| 1. Fontaine 2. Marcel Clément 3. Maufront 4. Baume 5. Marc Chapus 6. Daudet 7. Fourest 8. Stéfani 9. Baptiste Macherpa 10. Henri Salvano 11. Georges Bonello |  |

| Titulaires : |  |
| |  |
| 1. Santiago 2. Jouguet 3. Seillès 4. Cutillas 5. Pamiés 6. Pastor 7. Quenet 8. Dominighetti 9. Jacques Bensadoun 10. Beltra 11. Argueros |  |

| Titulaires : |  |
| |  |
| 1. Fontaine 2. Marcel Clément 3. Maufront 4. Baume 5. Marc Chapus 6. Daudet 7. Fourest 8. Stéfani 9. Baptiste Macherpa 10. Henri Salvano 11. Georges Bonello |  |

| Titulaires : |  |
| |  |
| 1. Santiago 2. Jouguet 3. Seillès 4. Cutillas 5. Pamiés 6. Pastor 7. Quenet 8. Dominighetti 9. Jacques Bensadoun 10. Beltra 11. Argueros |  |

|  |  |

| Championnat d'Afrique du Nord Vainqueur 1921 |
| -------------------------------------------- |
| AS Marine d'Oran Premier titre               |

## Sources
- (en) Peter Kungler, « North African Champions Cup », sur rsssf.com